# Birdman o (la inesperada virtud de la ignorancia)
Birdman o (la inesperada virtud de la ignorancia) (en inglés: Birdman or (The Unexpected Virtue of Ignorance) es una película estadounidense de humor negro de 2014, dirigida por Alejandro González Iñárritu y protagonizada por Michael Keaton, Emma Stone, Edward Norton, Andrea Riseborough, Zach Galifianakis, Naomi Watts y Amy Ryan. El filme narra la historia de Riggan Thomson, un decadente actor de Hollywood famoso por su papel del superhéroe Birdman, y su lucha por montar una adaptación teatral de un cuento de Raymond Carver, en la que ha invertido todo con la esperanza de ganar verdadero reconocimiento como actor.
Con excepción de algunas tomas al inicio y al final de la película, Birdman parece filmada en un solo plano secuencia, una idea que el director tuvo desde la concepción de la obra. Lo anterior requirió de un atípico enfoque de producción, por lo que muchos de los elementos de postproducción fueron considerados antes del rodaje. Como resultado, se necesitaron dos años para la escritura del guion y el reparto pasó por varias semanas de ensayos meticulosos. La película fue filmada en la ciudad de Nueva York durante la primavera de 2013 con un presupuesto de 16.5 millones de dólares, financiada conjuntamente por New Regency y Fox Searchlight Pictures. Fue estrenada en agosto de 2014 durante el Festival Internacional de Cine de Venecia.
En cines, Birdman o (la inesperada virtud de la ignorancia) recibió un limitado estreno en Estados Unidos el 17 de octubre de 2014, seguido del estreno internacional el 14 de noviembre. Ha recaudado 103 millones de dólares a nivel mundial. Asimismo, ha sido aclamada por la crítica, con especial atención a la actuación del elenco y a la fotografía de Emmanuel Lubezki. Es considerada una de las mejores películas de 2014 y además recibió múltiples premios y nominaciones. Ganó los premios Óscar a Mejor película, Mejor director, Mejor guion original y Mejor fotografía.

## Argumento
Riggan Thomson (Michael Keaton) es un decadente actor de Hollywood famoso por su papel del superhéroe Birdman en las exitosas películas de décadas pasadas. Es atormentado por la voz del personaje, quien lo critica y además realiza actos de levitación y telequinesis. El filme comienza con una cita de Raymond Carver que dice que la plenitud total de la vida está relacionada con haber amado, y después corta a una perturbación atmosférica que se parece a un meteorito descendiendo en llamas. Después sigue una toma surrealista en la que parece que Riggan está levitando en su camerino. Thomson espera reinventar su carrera al escribir, dirigir y protagonizar la adaptación teatral del cuento de Raymond Carver «What We Talk About When We Talk About Love» (en español: De qué hablamos cuando hablamos de amor). La obra es producida por su mejor amigo, el abogado Jake (Zach Galifianakis), y está protagonizada por su novia Laura (Andrea Riseborough) y por la actriz Lesley (Naomi Watts). Su hija, Sam (Emma Stone), una adicta en recuperación, trabaja como su asistente.
Durante los ensayos, un dispositivo de iluminación cae encima de Ralph, el coprotagonista de la obra. Riggan confiesa a Jake que fue él quien causó el accidente para poder así reemplazarlo. Por sugerencia de Lesley, Riggan reemplaza a Ralph con el brillante pero inestable actor del método Mike (Edward Norton), hipotecando una de sus casas para poder financiar su contrato. El primer preestreno es desastroso: Mike sale de su personaje debido a que alguien cambió su ginebra por un vaso de agua e intenta violar a Lesley durante una escena de sexo. Riggan lee las críticas y se enfurece por el hecho de que Mike robó toda la atención, pero Jake lo insta a continuar. Cuando Riggan sorprende a Sam fumando marihuana, ella le dice que no es su asunto y que la obra es un proyecto de vanidad.
Entre bastidores durante el último preestreno, Riggan observa a Sam y Mike flirteando. No obstante, al salir a fumar, accidentalmente se queda fuera del teatro, por lo que debe caminar semidesnudo a través de Times Square para lograr volver a entrar; gracias al incidente su popularidad incrementa en Internet. Poco después, conoce a la influyente crítica Tabitha Dickinson (Lindsay Duncan), quién le asegura que odia a las estrellas de Hollywood que «pretenden» ser actores y le promete «matar» su obra con una crítica negativa. Tras embriagarse y desmayarse en la calle, Riggan se despierta y alucina una conversación con Birdman, que intenta convencerlo de hacer otra película del superhéroe, y vuela por Nueva York hasta volver al teatro.
En el estreno, Riggan utiliza un arma real en la escena final, en la que el personaje se suicida, y se dispara en la nariz. Recibe una ovación de pie del público, excepto de Tabitha, que se retira sin aplaudir. En el hospital, Jake le informa a Riggan que Tabitha le dio una entusiasta crítica al asegurar que su intento de suicidio es el inicio de un nuevo método de actuación denominado «superrealismo». Luego de que Sam visita a Riggan, este va al baño y ve por el espejo a Birdman defecando, se despide de él y luego de ver a una bandada de aves, sube a la repisa de una ventana; cuando Sam regresa, su padre ha desaparecido. Ella mira hacia la calle desde la ventana, después mira al cielo y sonríe, dando a entender que ve a su padre volando.

## Reparto
| Actor/Actriz          | Personaje |
| --------------------- | --- |
| Michael Keaton        | Riggan Thomson, un decadente actor de Hollywood famoso por haber interpretado en el pasado el papel del superhéroe Birdman. |
| Edward Norton         | Mike Shiner, un aclamado actor de Broadway                                                                                  |
| Emma Stone            | Sam Thomson, la hija y asistente de Riggan                                                                                  |
| Naomi Watts           | Lesley, una actriz y exnovia de Mike                                                                                        |
| Zach Galifianakis     | Jake, el abogado y mejor amigo de Riggan                                                                                    |
| Andrea Riseborough    | Laura, una actriz y la amante de Riggan                                                                                     |
| Amy Ryan              | Sylvia Thomson, la exesposa de Riggan y madre de Sam                                                                        |
| Lindsay Duncan        | Tabitha Dickinson, una importante crítica de teatro                                                                         |
| Merritt Wever         | Annie, la directora de escena                                                                                               |
| Jeremy Shamos         | Ralph |
| Frank L. Ridley       | Sr. Roth |
| Katherine O'Sullivan  | Asistente de vestuario |
| Damian Young          | Gabriel |
| Bill Camp             | Vagabundo |
| Kenny Chin            | Tendero Coreano |
| Jamahl Garrison-Lowe  | Daniel, tramoyista |
| Keenan Shimizu        | Han |
| Akira Ito             | Traductor |
| Natalie Gold          | Clara |
| Michael Siberry       | Larry |
| Clark Middleton       | Sydney |
| William Youmans       | Tommy, camarero |
| Paula Pell            | Señora en bar |
| David Fierro          | Hombre en bar |
| Hudson Flynn          | Niño en bar |
| Warren Kelley         | Vestidor |
| Joel Marsh Garland    | Tramoyista |
| Brent Bateman         | Turista de Broadway |
| Donna Lynne Champlin  | Dama de Broadway |
| Valentino Musumeci    | Niño de Broadway |
| Taylor Schwencke      | Niña de Broadway |
| Craig Mums Grant      | Hombre de Broadway en la calle                                                                                              |
| Kyle Knauf            | Chico molesto de Times Square                                                                                               |
| Dave Neal             | Chico molesto de Times Square                                                                                               |
| Kelly Southerland     | Chico molesto de Times Square                                                                                               |
| Roberta Colindrez     | Mujer de Broadway en la calle                                                                                               |
| Catherine Peppers     | Cajera |
| Frank Ridley          | Mr. Roth |
| Janis Corsair         | Ujier femenino |
| Rakesh Shah           | Propietario de tienda de licores                                                                                            |
| Bill Camp             | Hombre loco |
| Malachi Weir          | Chico en ventana |
| Jackie Hoffman        | Mary, señora en balcón |
| Stephen Adly Guirgis  | Buen vecino |
| Glenn Wein            | Ujier masculino joven |
| Ebrahim Jaffer        | Conductor de taxi |
| Rain Noe              | Hombre intermedio |
| Susan Blackwell       | Mujer intermedio |
| Anna Hardwick         | Reportero rubio |
| Dusan Dukic           | Locutor de telediario |
| Ian Finlay            | Locutor de telediario |
| Helena-Alexis Seymour | Locutora de telediario |
| Alexandra Aristy      | Subdirector de escena |
| Marshall Axt          | Aficionado al teatro |
| Robbin Banx           | Aficionado al teatro de lujo                                                                                                |
| Thomas J. Bellezza    | Turista |
| Kevin Berrey          | Miembro de la audiencia |
| Paula Blum            | Enfermera sorprendida |
| Dave Bobb             | Patrón de teatro de lujo |
| Roger Brenner         | Peatón de Nueva York |
| Bryan Burton          | Niño alternativo en el bar                                                                                                  |
| Teena Byrd            | Turista en un espectáculo de Broadway                                                                                       |
| Brian Cheeks          | Turista |
| Kymberly Clark        | Aficionado al teatro de lujo                                                                                                |
| Richard R. Corapi     | Patrón de teatro de lujo |
| Alan Davis            | Turista con bagel |
| Casey Davis           | Miembro del teatro |
| Johanna Day           | Turista molesta |
| Madeline Farbstein    | Dama en el teatro |
| James Farley          | Hombre en el pórtico |
| Zach Fouche           | Aficionado al teatro |
| Z. Frankie            | Miembro de la audiencia de Broadway                                                                                         |
| Les Gardonyi          | Miembro de la audiencia |
| David H. Holmes       | Tramoyista |
| David Itchkawitz      | Miembro de la audiencia sorprendido                                                                                         |
| Joseph Anthony Jerez  | Turista |
| Benjamin Kanes        | Birdman Joven |
| Kenneth Kopolovicz    | Aficionado |
| Anna Kuchma           | Reportera |
| Kamron Leal           | Turista de Broadway |
| Tracy Michael Lynch   | Turista de Nueva York |
| Rachael Ma            | Árbol |
| Keith Mackler         | Patrón de teatro |
| Vanessa Malanga       | Patrona nativa del teatro neoyorquino                                                                                       |
| Alex Malaos           | Miembro de la audiencia de teatro                                                                                           |
| Raymond Mamrak        | Turista molesto |
| Michelle E. Mancini   | Habilidad especial |
| Lynn Marocola         | Aficionado al teatro |
| Nicholas Marocola     | Asistente de la audiencia                                                                                                   |
| Chris McFarland       | Tramoyista |
| Chuck McMahon         | Chico rudo |
| Laura Merrill         | Miembro de la audiencia |
| Philip Odango         | Miembro de la audiencia |
| Teresa Meza           | Director de escena |
| Leslie C. Nemet       | Paparazzi |
| Thelma O'Leary        | Asistente de la obra de Broadway                                                                                            |
| Carrie Ormond         | Crítico de teatro |
| And Palladino         | Miembro de la audiencia |
| Stephen Payne         | Hombre loco |
| Raffaello Perfetto    | Patrón de teatro |
| Rich Petrillo         | Espectador de Times Square                                                                                                  |
| Joe Michael Phillips  | Espectador de Times Square                                                                                                  |
| Dwayne Rivera         | Miembro de la audiencia (primera fila)                                                                                      |
| Dawn Ressy            | Times Square sorprendido turista                                                                                            |
| Jon Douglas Rainey    | Periodista |
| Josephine Pizzino     | Ujier |
| Charles J. Rosa       | Aficionado al teatro de Broadway                                                                                            |
| Shade Rupe            | Miembro de la audiencia de la noche de apertura                                                                             |
| Gary Ryder            | Hombre en bar |
| Stuart Schnitzer      | Departamento de Policía de Nueva York                                                                                       |
| Nancy Ellen Shore     | Patrón de teatro de lujo |
| Bomber Hurley Smith   | Director de escena |
| Janet Stanwood        | Peatón de lujo de la ciudad de Nueva York                                                                                   |
| John Stepanian        | Patrón de teatro de lujo |
| Janelle Tedesco       | Patrón de teatro |
| Paul Thornton         | Peatón de Times Square |
| Stella Toppan         | Aficionado al teatro |
| Millie Torchetti      | Patrón de teatro |
| Wyatt Unger           | Ujier |
| Stefano Villabona     | Miembro del Público del Teatro Turístico                                                                                    |
| Bill Walters          | Paparazzi |
| Dorothy Weems         | Aficionado al teatro embelesado                                                                                             |
| Kelli Wilcoxen        | Aficionado al teatro |

## Producción
En abril de 2014, se esperaba que la posproducción de la película estuviera terminada a finales de mayo o principios de junio.

### Filmación
El rodaje comenzó en marzo de 2013, en la ciudad de Nueva York. Emma Stone apareció en el set de filmación el 10 de abril de ese año. La actriz interpretó el papel de la hija del personaje de Michael Keaton. El actor que interpreta a Birdman dentro del traje, junto a Michael Keaton, es Benjamin Kanes.

## Estreno
El 10 de julio de 2014, se anunció que Birdman había sido seleccionada, junto a The President, de Mohsen Makhmalbaf, para inaugurar el 71° Festival Internacional de Cine de Venecia. El 17 de octubre, tuvo un estreno limitado en cuatro cines estadounidenses, seguido del estreno nacional, el 14 de noviembre, en 857 cines.

### Recaudación
Birdman recaudó 42.3 millones de dólares en Norteamérica y 60.9 en otros territorios para un total, a nivel mundial, de 103 millones de dólares. Durante su estreno limitado en cuatro cines de Nueva York y Los Ángeles en el fin de semana del 17 de octubre, sumó 424 397 dólares, con un promedio de 106 099 dólares por cine.
Para el fin de semana del 24 de octubre, la presentación de la película se incrementó a 50 cines, con ganancias de 1.38 millones de dólares y un promedio de 27 593 dólares por cine. En su estreno nacional, se proyectó en 857 cines el 14 de noviembre. Ese día recaudó 2.47 millones de dólares, sumando 11.6 millones durante el fin de semana. El 2 de enero de 2014 se produjo su estreno en Reino Unido, con 2 337 407 dólares de recaudación; el 15 de enero se estrenó en Australia, recaudando 1 200 587 dólares; y el 5 de febrero de 2014 se estrenó en Italia, donde recaudó 929 183 dólares. En Reino Unido, Australia e Italia, llegó a una recaudación total de 8.7 millones, 4.5 millones y 5.02 millones de dólares, respectivamente.
El 13 de noviembre, se estrenó en 470 cines de México, alcanzando 628 915 dólares ese fin de semana. Tras 16 semanas en exhibición, la película sumó una recaudación total de 54 millones de pesos mexicanos y una asistencia de 955 835 personas. Las expectativas de una gran parte del público mexicano por ver la película del renombrado Alejandro González Iñárritu lograron esta gran asistencia, sin embargo, muchos desconocían la trayectoria del director y creyeron que verían una película de súper héroes, lo que ocasionó opiniones encontradas luego de ver el filme.

## Premios y nominaciones
En la 87.ª edición de los premios Óscar, de un total de nueve nominaciones, Birdman ganó cuatro premios Óscar: a Mejor película, Mejor director, Mejor guion original y Mejor fotografía. En los premios BAFTA, de 10 nominaciones, la película obtuvo únicamente el premio a Mejor fotografía. González Iñárritu obtuvo el premio a la Mejor dirección del Sindicato de Directores y en los Globos de Oro, de siete nominaciones, la película ganó el premio a Mejor guion y Michael Keaton recibió el premio a Mejor actor de comedia o musical.